# Synochoneura ochriclivis
Synochoneura ochriclivis är en fjärilsart som beskrevs av Edward Meyrick 1931. Synochoneura ochriclivis ingår i släktet Synochoneura och familjen vecklare. Inga underarter finns listade i Catalogue of Life.